# 망산귤
망산귤(莽山橘, 학명: Citrus mangshanensis 키트루스 망샤넨시스[*])은 운향과의 과일 나무(상록 소교목)이다. 중국에서는 "망산예간(중국어: 莽山野柑, 병음: mǎngshānyěgān, 한자음: 망산야감)"이라는 이름으로 불리는데, 이는 "망산 야생 감귤"이라는 뜻이다. 원산지는 중국 남부 후난성의 망산이다. 현대 유전학적 연구를 통해 감귤나무(C. reticulata)와 유전적으로 다른 별개의 종임이 밝혀졌다.